# Држава (филм)
Држава је српски филм из 2013. године. Режирала га је Јелена Марковић по сценарију Саше Радојевић.
Филм је своју премијеру имао 3. јула 2013. године на Филмском фестивалу у Сопоту.

## Радња
У трагању за локацијама за снимање филма у Београду редитељка Јелена смишља причу о Марији, професорки политичке теорије, којој болесни отац открива тајна медицинска документа за чији садржај су заинтересоване обавештајне службе. Марија гаји симпатије према студенту Марку, све док не схвати да јој се он приближио да би дошао до тајне њеног оца. Марко јој објасни да је њен отац учествовао у медицинским експериментима који су довели до смрти више људи у Конгу, али Марија не може да провери те податке, јер њен отац у међувремену умире. Марија је пред дилемом: да ли да преда очева документа студенту или да их прода заинтересованим обавештајним службама.

## Улоге
| Глумац              | Улога |
| ------------------- | ----- |
| Ана Стефановић      |       |
| Јелена Марковић     |       |
| Милутин Петровић    |       |
| Власта Велисављевић |       |
| Љума Пенов          |       |
| Амра Латифић        |       |